# Liste des épisodes d'Angel

Cette page recense la liste des épisodes de la série télévisée Angel.

## Première saison (1999-2000)
1. Bienvenue à Los Angeles (City of...)
2. Angel fait équipe (Lonely Hearts)
3. La Pierre d'Amarra (In the Dark)
4. L'Étrange Docteur Meltzer (I Fall to Pieces)
5. L'Appartement de Cordelia (Room With a View)
6. Raisons et Sentiments (Sense and Sensitivity)
7. Enterrement de vie de démon (The Bachelor Party)
8. Je ne t'oublierai jamais (I Will Remember You)
9. Sacrifice héroïque (Hero)
10. Cadeaux d'adieu (Parting Gifts)
11. Rêves prémonitoires (Somnambulist)
12. Grossesse express (Expecting)
13. Guerre des sexes (She)
14. Exorcisme (I've Got You Under My Skin)
15. 1753 (The Prodigal)
16. La Prison d'Angel (The Ring)
17. Jeunesse éternelle (Eternity)
18. Cinq sur cinq (Five By Five)
19. Sanctuaire (Sanctuary)
20. Frères de sang (War Zone)
21. Force aveugle (Blind Date)
22. Le Manuscrit (To Shansu in Los Angeles)

## Deuxième saison (2000-2001)
1. Le Jugement (Judgement)
2. L'Hôtel du mal (Are You Now Or Have You Ever Been?)
3. Premières Impressions (First Impressions)
4. Intouchable (Untouched)
5. Cher amour (Dear Boy)
6. L'Usurpateur (Guise will be Guise)
7. Darla (Darla)
8. Le Linceul qui rend fou (The Shroud of Rahmon)
9. L'Épreuve (The Trial)
10. Retrouvailles (Reunion)
11. Déclaration de guerre (Redefinition)
12. Argent sale (Blood Money)
13. La Machine à arrêter le temps (Happy Anniversary)
14. L'Ordre des morts-vivants (The Thin Dead Line)
15. Le Grand Bilan (Reprise)
16. Retour à l'ordre (Epiphany)
17. Amie ou ennemie (Disharmony)
18. Impasse (Dead End)
19. Origines (Belonging)
20. De l'autre côté de l'arc-en-ciel (Over the Rainbow)
21. Sa Majesté Cordelia (Through the Looking Glass)
22. Fin de règne (There's No Place Like Plrtz Glrb)

## Troisième saison (2001-2002)
1. À cœur perdu (Heartthrob)
2. Le Martyre de Cordelia (That Vision Thing)
3. Le Sens de la mission (That Old Gang of Mine)
4. Dans la peau d'Angel (Carpe Noctem)
5. Les Démons du passé (Fredless)
6. Billy (Billy)
7. La Prophétie (Offspring)
8. Accélération (Quickening)
9. Le Fils d'Angel (Lullaby)
10. Papa (Dad)
11. Anniversaire (Birthday)
12. Soutien de famille (Provider)
13. Les Coulisses de l'éternité (Waiting in the Wings)
14. Rivalités (Couplet)
15. Loyauté (Loyalty)
16. Bonne nuit Connor (Sleep Tight)
17. Impardonnable (Forgiving)
18. Quitte ou double (Double or Nothing)
19. Le Prix à payer (The Price)
20. Un nouveau monde (A New World)
21. Bénédiction (Benediction)
22. Demain (Tomorrow)

## Quatrième saison (2002-2003)
1. Dans les abysses (Deep Down)
2. Cordelia, où es-tu ? (Ground State)
3. Le casino gagne toujours (The House Always Wins)
4. Mensonges et Vérité (Slouching Toward Bethlehem)
5. L'Ombre des génies (Supersymmetry)
6. La Bouteille magique (Spin the Bottle)
7. Le Déluge de feu (Apocalypse, Nowish)
8. Le Piège (Habeas Corpses)
9. La Course du soleil (Long Day's Journey)
10. L'Éveil (Awakening)
11. Sans âme (Soulless)
12. La Grande Menace (Calvary)
13. Le Retour de Faith (Salvage)
14. Libération (Release)
15. Orphée (Orpheus)
16. Opération Lisa (Players)
17. L'Horreur sans nom (Inside Out)
18. Douce Béatitude (Shiny Happy People)
19. La Balle magique (The Magic Bullet)
20. Sacrifice (Sacrifice)
21. La Paix universelle (Peace Out)
22. Une vraie famille (Home)

## Cinquième saison (2003-2004)
Le 12 mai 2003, la série est renouvelée pour une cinquième et dernière saison diffusée à partir du 1er octobre 2003.
1. Conviction (Conviction)
2. Justes Récompenses (Just Rewards)
3. La Fille loup-garou (Unleashed)
4. Au bord du gouffre (Hell Bound)
5. Une fête à tout casser (Life of the Party)
6. Cœur de héros (The Cautionary Tale of Numero Cinco)
7. Lignée (Lineage)
8. Destin (Destiny)
9. Harmony ne compte pas pour du beurre (Harm's Way)
10. Cauchemars (Soul Purpose)
11. Folle (Damage)
12. Le Retour de Cordelia (You're Welcome)
13. Le Sous-marin (Why We Fight)
14. Les Marionnettes maléfiques (Smile Time)
15. Un trou dans le monde (A Hole in the World)
16. Coquilles (Shells)
17. Sous la surface (Underneath)
18. Une autre réalité (Origin)
19. Bombe à retardement (Time Bomb)
20. La Fille en question (The Girl in Question)
21. Jeu de pouvoir (Power Play)
22. L'Ultime Combat (Not Fade Away)